# Eberhard Hauschildt
Eberhard Hauschildt (* 22. Juli 1958 in Kiel) ist ein deutscher evangelischer emeritierter Hochschullehrer für Praktische Theologie an der Rheinischen Friedrich-Wilhelms-Universität Bonn.

## Leben
Nach dem Studium (1977–1984) der evangelischen Theologie in Bethel (1977–1978), Tübingen (1978–1980), USA (Yellow Springs und Gem City, 1980–1981) und Kiel (1982–1984) und dem Gemeindepraktikum 1981 (5 Monate) in Los Angeles legte er 1984 das erste theologische Examen bei der Nordelbischen Evangelisch-Lutherischen Kirche ab. Während des Promotionsstudiums (1984–1987) war er wissenschaftliche Hilfskraft (volle Stelle) am Institut für Praktische Theologie, Lehrstuhl Wolfgang Steck, München. Nach der Promotion 1987 mit einer Arbeit über Rudolf Bultmanns Predigten (1988 ausgezeichnet mit dem Förderpreis der Gesellschaft der Freunde und Förderer der Universität München) absolvierte er von 1987 bis 1989 das Vikariat in München bei der Evangelisch-Lutherischen Kirche in Bayern. Nach dem zweiten theologischen Examen 1989 war er von 1989 bis 1994 wissenschaftlicher Assistent am Lehrstuhl Steck. Die Ordination zum Pfarrer erfolgte 1991. Nach der Habilitation 1994 mit einer Arbeit über Alltagsseelsorge war er von 1994 bis 1997 Oberassistent und Privatdozent in München. Von 1997 bis zu seiner Emeritierung 2024 lehrte er als C4-Professor für Praktische Theologie (Seelsorge, Diakonie und Gemeindeaufbau) an der Evangelisch-Theologischen Fakultät der Universität Bonn. Darüber hinaus war er bis 2024 Universitätsprediger der Schlosskirche der Universität.
Hauschild ist verheiratet mit einer Äthiopierin äthiopisch-orthodoxer Konfession und Vater von drei Kindern.